# John Brzenk
John Brzenk, född 15 juli 1964 i McHenry i Illinois i USA, är en amerikansk professionell armbrytare som har vunnit mer än 500 mästerskap under sin karriär.

## Biografi
John Brzenks far var armbrytare och han säger att han har fått mycket av sin talang genom sin far. Han bröt arm på skolbänken under fem år. När han gick i åttonde klass bröt han armen i armbrytning mot en av sin fars vänner. När han var 16 år gammal ställde han upp i sin första tävling.
John Brzenk vann sin första världsmästartitel när han var 20 år gammal. Under sin karriär har han vunnit de flesta tävlingar som han har ställt upp i och han blev nämnd i Guinness rekordbok år 2000 som den mest framgångsrika armbrytaren någonsin. Hans högra underarm är 41 cm i omkrets och hans vänstra underarm är 35 cm. Skillnaden i omkrets kommer från all armbrytning med höger arm, men enligt Brzenk själv så försöker han att komma ikapp med vänstern.
Brzenk arbetar som flygplansmekaniker på Delta Airlines. Han säger sig inte behöva arbeta så mycket med kroppen under arbetstid; armarna behöver vila, vilket är viktigt i armbrytning.
Han tjänar 78 000 – 90 000 kronor genom armbrytningen varje år.

## Profil[1]
- Längd: 185 cm.
- Vikt: 103 kg.
- Biceps: 44 cm.
- Underarm: 41 cm.